# Lettország kormánya

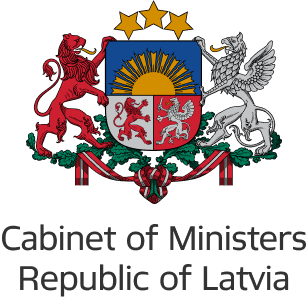
Lett Köztársaság Miniszteri Kabinetjének logója

A Lett Köztársaság kormánya a Lett Köztársaság központi kormányzata. Lettország Alkotmánya (lettül: Satversme) Lettországot parlamentáris köztársaságként határozza meg, amelyet egy egykamarás parlament (Saeima) és a Lett Köztársaság Miniszteri Kabinetje (lettül: Latvijas Republikas Ministru kabinets) képvisel.
A 2000-es évek eleje óta Lettországban a kormányülések nyilvánosak. 2013 júniusában a lett kormány az elsők között volt Európában, amely élő internetes közvetítéseket kínált a kormányülésekről.

## Minisztériumok
Lettország minisztériumai azok a központi állami szervek, amelyeket a Lettország kormányának tagjai, azaz a miniszterek vezetnek. Ezek az intézmények felelősek különböző területek irányításáért és szabályozásáért. Minden minisztérium saját hatáskörrel rendelkezik, és a kormány által meghatározott politikákat valósítja meg az adott területen.
Lettország jelenleg fennálló és működő minisztériumai:
|     | Minisztérium | Székhelye                                    | Vezetője            |
| --- | --- | -------------------------------------------- | ------------------- |
| 1.  | Mezőgazdasági Minisztérium (lettül: Latvijas Republikas Zemkopības ministrija)                                                                  | Republikas laukums 2, Rīga, LV-1981          | Armands Krauze      |
| 2.  | Külügyminisztérium (lettül: Latvijas Republikas Ārlietu ministrija)                                                                             | K.Valdemāra iela 3, Rīga LV-1395             | Baiba Braže         |
| 3.  | Népjóléti Minisztérium (lettül: Latvijas Republikas Labklājības ministrija)                                                                     | Skolas iela 28, Rīga, LV-1331                | Uldis Augulis       |
| 4.  | Védelmi Minisztérium (lettül: Latvijas Republikas Aizsardzības ministrija)                                                                      | Krišjāņa Valdemāra iela 10/12, Rīga, LV-1473 | Andris Sprūds       |
| 5.  | Gazdasági Minisztérium (lettül: Latvijas Republikas Ekonomikas ministrija)                                                                      | Brīvības iela 55, Rīga, LV - 1519            | Viktors Valainis    |
| 6.  | Pénzügyminisztérium (lettül: Latvijas Republikas Finanšu ministrija)                                                                            | Smilšu iela 1, Rīga, LV-1919                 | Arvils Ašeradens    |
| 7.  | Belügyminisztérium (lettül: Latvijas Republikas Iekšlietu ministrija)                                                                           | Čiekurkalna 1.līnija 1 korp.2, Rīga, LV-1026 | Rihards Kozlovskis  |
| 8.  | Oktatási és Tudományos Minisztérium (lettül: Latvijas Republikas Izglītības un zinātnes ministrija)                                             | Vaļņu iela 2, Rīga, LV-1050                  | Anda Čakša          |
| 9.  | Klímavédelmi és Energetikai Minisztérium (lettül: Latvijas Republikas Klimata un enerģētikas ministrija)                                        | Latgales iela 165, Rīga, LV-1019             | Kaspars Melnis      |
| 10. | Kulturális Minisztérium (lettül: Latvijas Republikas Kultūras ministrija)                                                                       | K. Valdemāra iela 11a, Rīga, LV-1364         | Agnese Lāce         |
| 11. | Közlekedési Minisztérium (lettül: Latvijas Republikas Satiksmes ministrija)                                                                     | Emīlijas Benjamiņas iela 3, Rīga, LV-1743    | Kaspars Briškens    |
| 12. | Egészségügyi Minisztérium (lettül: Latvijas Republikas Veselības ministrija)                                                                    | Brīvības iela 72 k-1, Rīga LV-1011           | Huszám Abu Merhi    |
| 13. | Adminisztrációs és Regionális Fejlesztési Minisztérium (lettül: Latvijas Republikas Viedās administrācijas un reģionālās attīstības ministrija) | Peldu iela 25, Rīga, LV-1494                 | Inga Bērziņa        |
| 14. | Igazságügyi Minisztérium (lettül: Latvijas Republikas Tieslietu ministrija)                                                                     | Brīvības bulvāris 36, Rīga, LV-1536          | Inese Lībiņa-Egnere |

## Kapcsolódó szócikk
- Saeima